# Балка Мілова
Балка Милова (рос. Б. Меловая; Б. Терноватая) — балка (річка) в Україні у Бериславському районі Херсонської області. Права притока Дніпра (басейн Дніпра).

## Опис
Довжина річки приблизно 6,83 км, найкоротша відстань між витоком і гирлом — 7,55 км, коефіцієнт звивистості річки — 1,36.

## Розташування
Бере початок на південно-західній стороні від села Качкарівка. Тече переважно на південний захід і схід понад селом Милове і на північній стороні від села Республіканець впадає у Дніпро.

## Цікаві факти
- Біля села Милове річки перетинає автошлях Т 0403[3] (автомобільний шлях територіального значення у Дніпропетровській та Херсонській областях. Пролягає територією Апостолівського, Нововоронцовського та Бериславського районів через Мар'янське — Нововоронцовку — Берислав).
- Неподалік від річки на південній стороні розташований Національний природний парк Кам'янська Січ[3].
- У минулому столітті верхів'я річки зневоднене, а у пригирловій частині існувало декілька водяних млинів[2].